# هيرمان (قسيس)
هيرمان (بالإنجليزية: Herman)‏ هو قسيس أمريكي، ولد في 1 فبراير 1932 في بيردفورد ‏ في الولايات المتحدة.